# Râul Bârcaciu
Râul Bârcaciu este un curs de apă, afluent al Jiului.